# Pilar Ramos Sánchez
Gral. Pilar Ramos Sánchez fue un militar mexicano. El 12 de octubre de 1888, en la comunidad rural San Antonio de Encinas, en Ramos Arizpe, Coahuila nació Pilar Ramos Sánchez, hijo de Juan Ramos y Petra Sánchez. Ingresó como soldado al ejército el 20 de abril de 1911, durante la etapa maderista participó en las batallas de Cuatro Ciénegas, Coahuila, y la toma de Concepción del Oro, Zacatecas, ambas en el año 1911. De 1914 a 1919 formó parte del grupo militar encabezado por el general Álvaro Obregón ocupando la jefatura de la segunda división de oriente que luchó en Celaya, Guanajuato contra las fuerzas de Francisco Villa en abril de 1915.
Sus acciones de guerra en los estados de Puebla y Morelos se dirigieron a combatir a los zapatistas. Como jefe militar al servicio del Presidente Venustiano Carranza en los años de 1919 y 1920 obtuvo su confianza y lo acompañó durante su huida de la ciudad de México hacia Veracruz; en el camino se enfrentó en Aljibes a los que impedían el paso a la comitiva presidencial.
La primera batalla importante que ganó fue la toma de Calpulalpan, Tlaxcala el 31 de mayo de 1915; su prestigio se reforzó al ser atacado en Chapingo, Estado de México por 7000 soldados que pretendían detener su avance hacia la capital del país; después de ocupar Tlalnepantla, Estado de México, el 1 de agosto de 1915, su capacidad militar fue reconocida ampliamente.
El general Ramos Sánchez estuvo en Tlaxcalantongo la noche en que la felonía convertida en balas, cegó la vida del Señor Presidente de la República. Por méritos personales fue ascendido en riguroso escalafón, alcanzó el grado de general de brigada en agosto de 1918; el 16 de octubre de 1937, cuando era comandante de la 27.ª zona militar fue ascendido a general de división.
El día 14 de abril de 1928 contrajo matrimonio con Domitila Valdés Plata en la Ciudad de México. Falleció en la Ciudad de México el 31 de marzo de 1950.